# Park Narodowy Gawler Ranges
Gawler Ranges National Park – park narodowy w Australii Południowej położony 350 km na północny zachód od Adelaide.
Na obszarze parku narodowego żyje 162 gatunki zwierząt, w tym kilka gatunków bardzo rzadkich i zagrożonych wymarciem, m.in.: skalniak żółtonogi, wombat australijski oraz nietoperz Nyctophilus timoriensis z rodziny mroczkowatych. Pośród 140 gatunków ptaków zamieszkujących region parku można wymienić: emu, orła australijskiego, kakadu ognistoczubą i łąkówke wspaniałą.     
Na terenie parku występuje 976 gatunków roślin.